# Liste des lieux patrimoniaux de Saguenay
Cet article recense les lieux patrimoniaux de Saguenay inscrits au répertoire des lieux patrimoniaux du Canada, qu'ils soient de niveau provincial, fédéral ou municipal.
Pour le reste de la région du Saguenay–Lac-Saint-Jean, voir liste des lieux patrimoniaux du Saguenay–Lac-Saint-Jean.

## Liste des lieux patrimoniaux
- Haut – A
- B
- C
- D
- E
- F
- G
- H
- I
- J
- K
- L
- M
- N
- O
- P
- Q
- R
- S
- T
- U
- V
- W
- X
- Y
- Z
- 0-9

| [ 1 ] | Lieu patrimonial                                                                               | Illustration                                                               | Adresse                                                                            | Coordonnées        | No    | Constr.     | Prot.        | Rec.              | Notes  |
| ----- | ---------------------------------------------------------------------------------------------- | -------------------------------------------------------------------------- | ---------------------------------------------------------------------------------- | ------------------ | ----- | ----------- | ------------ | ----------------- | ------ |
| M     | 1562-1566, rue Bagot                                                                           | Téléverser                                                                 | 1562-1566, rue Bagot                                                               | 48.33683 -70.889   | 9141  |             | MH cité      | 12 mars 1991      |        |
| M     | 1755, boulevard de la Grande-Baie Nord                                                         | Téléverser                                                                 | 1755, boulevard de la Grande-Baie Nord                                             | 48.35011 -70.90064 | 9175  |             | MH cité      | 12 mars 1991      |        |
| M     | 1983, rue Bagot                                                                                | Téléverser                                                                 | 1983, rue Bagot                                                                    | 48.33572 -70.89342 | 9171  |             | MH cité      | 12 mars 1991      |        |
| M     | 2183, rue Bagot                                                                                | Téléverser                                                                 | 2183, rue Bagot                                                                    | 48.33536 -70.89628 | 9173  |             | MH cité      | 12 mars 1991      |        |
| M     | 3334, chemin des Chutes                                                                        | Téléverser                                                                 | 3334, chemin des Chutes                                                            | 48.33119 -70.90817 | 9170  |             | MH cité      | 12 mars 1991      |        |
| M     | 3783, chemin Saint-Joseph                                                                      | 3783, chemin Saint-Joseph                                                  | 3783, chemin Saint-Joseph                                                          | 48.37792 -70.90381 | 11978 | 1867        | IP cité      | 1991              |        |
| M     | 3883, chemin Saint-Joseph                                                                      | 3883, chemin Saint-Joseph                                                  | 3883, chemin Saint-Joseph                                                          | 48.37956 -70.90683 | 11977 | 1864 (vers) | IP cité      | 1991              |        |
| M     | 3982, chemin Saint-Joseph                                                                      | 3982, chemin Saint-Joseph                                                  | 3982, chemin Saint-Joseph                                                          | 48.38044 -70.90839 | 10598 | 1875 (vers) | IP cité      | 1991              |        |
| M     | 4202, chemin Saint-Jean                                                                        | Téléverser                                                                 | 4202, chemin Saint-Jean                                                            | 48.29731 -70.89664 | 10596 |             | MH cité      | 12 mars 1991      |        |
| M     | 4803-4805, chemin Saint-Martin                                                                 | Téléverser                                                                 | 4803 et 4805, chemin Saint-Martin                                                  | 48.40714 -70.85864 | 12007 |             | MH cité      | 12 mars 1991      |        |
| M     | 5283, chemin Saint-Martin                                                                      | Téléverser                                                                 | 5283, chemin Saint-Martin                                                          | 48.41011 -70.87981 | 8967  |             | MH cité      | 12 mars 1991      |        |
| M     | 5382, chemin Saint-Martin                                                                      | Téléverser                                                                 | 5382, chemin Saint-Martin                                                          | 48.41072 -70.88478 | 12453 |             | MH cité      | 12 mars 1991      |        |
| M     | 691, 1re Rue                                                                                   | Téléverser                                                                 | 691, 1re Rue                                                                       | 48.32972 -70.87728 | 10562 |             | MH cité      | 12 mars 1991      |        |
| M     | 8782, chemin de la Batture                                                                     | Téléverser                                                                 | 8782, chemin de la Batture                                                         | 48.35211 -70.74042 | 10597 |             | MH cité      | 12 mars 1991      |        |
| P     | Ancien couvent des Sœurs-Antoniennes-de-Marie                                                  | Ancien couvent des Sœurs-Antoniennes-de-Marie                              | 582, rue Jacques-Cartier Est                                                       | 48.42417 -71.05222 | 8126  |             | MH reconnu   | 2 septembre 1978  |        |
| M     | Ancienne école du rang Saint-Martin                                                            | Téléverser                                                                 | 5122, chemin Saint-Martin                                                          | 48.40733 -70.87442 | 9040  |             | MH cité      | 12 mars 1991      |        |
| M     | Ancienne résidence des Frères du Sacré-Cœur                                                    | Téléverser                                                                 | 2240, rue Montpetit                                                                | 48.41239 -71.25217 | 8299  |             | MH cité      | 12 juin 2000      |        |
| F     | B88/Ancienne tour de contrôle                                                                  | Téléverser                                                                 | BFC Bagotville                                                                     | 48.334 -70.9896    | 16525 |             | ÉFP reconnu  | 27 août 2004      |        |
| M     | Calvaire Charles-Perron                                                                        | Téléverser                                                                 | 2470, boulevard de la Grande-Baie Nord                                             | 48.35983 -70.91808 | 10599 |             | MH cité      | 12 mars 1991      |        |
| M     | Chapelle Bluteau                                                                               | Téléverser                                                                 | Boulevard de la Grande-Baie Nord                                                   | 48.35631 -70.91231 | 11455 |             | MH cité      | 12 mars 1991      |        |
| M     | Cimetière Saint-François-Xavier                                                                | Téléverser                                                                 | Chemin Saint-Thomas                                                                | 48.42139 -71.05583 | 9148  |             | SP constitué | 17 juin 1996      |        |
| M     | Croix de chemin                                                                                | Croix de chemin                                                            | 5132, chemin Saint-Martin                                                          | 48.40797 -70.91231 | 9120  | 1938 (vers) | MH cité      | 12 mars 1991      |        |
| M     | Croix de chemin - 1892, chemin Saint-Antoine                                                   | Téléverser                                                                 | 1892, chemin Saint-Antoine                                                         | 48.29386 -70.90794 | 9174  |             | MH cité      | 12 mars 1991      |        |
| M     | Croix de chemin - 8445, chemin de la Batture                                                   | Téléverser                                                                 | 8445, chemin de la Batture                                                         | 48.35153 -70.74994 | 9342  |             | MH cité      | 12 mars 1991      |        |
| M     | Croix de chemin de l'Anse-à-Benjamin                                                           | Croix de chemin de l'Anse-à-Benjamin                                       | 1722, chemin Saint-Joseph                                                          | 48.36247 -70.87442 | 9132  | 1923        | IP cité      | 1991              |        |
| M     | Croix du Cap-Saint-Alexis                                                                      | Croix du Cap-Saint-Alexis                                                  | Rue Saint-Alexis                                                                   | 48.31983 -70.86492 | 9172  |             | IP cité      | 1991              |        |
| M     | École Saint-François-Xavier                                                                    | École Saint-François-Xavier                                                | 272, rue du Séminaire                                                              | 48.42706 -71.05197 | 5551  |             | MH cité      | 25 mai 1987       | [ 3 ]  |
| F     | Édifice fédéral                                                                                | Téléverser                                                                 | 2489, rue Saint-Dominique                                                          | 48.41055 -71.2558  | 10347 |             | ÉFP reconnu  | 23 juillet 1998   |        |
| P     | Église de Notre-Dame-de-Laterrière                                                             | Église de Notre-Dame-de-Laterrière                                         | Rue Notre-Dame                                                                     | 48.30889 -71.10792 | 12979 |             | MH classé    | 22 octobre 1969   |        |
| P     | Église de Saint-Marc                                                                           | Église de Saint-Marc                                                       | 1694, rue Sirois                                                                   | 48.33783 -70.89081 | 12461 |             | MH classé    | 5 février 2009    | [ 4 ]  |
| M     | Église de Sainte-Thérèse-de-l'Enfant-Jésus                                                     | Église de Sainte-Thérèse-de-l'Enfant-Jésus                                 | 1802, ruelle Wöhler                                                                | 48.43242 -71.17983 | 14381 |             | MH cité      | 12 octobre 1999   |        |
| P     | Église du Sacré-Cœur                                                                           | Église du Sacré-Cœur                                                       | Rue Bossé                                                                          | 48.42406 -71.07647 | 12980 |             | MH classé    | 29 mars 2001      | [ 5 ]  |
| M     | Four à pain - 4022, chemin des Chutes                                                          | Téléverser                                                                 | 4022, chemin des Chutes                                                            | 48.32439 -70.92128 | 9126  |             | MH cité      | 12 mars 1991      |        |
| F     | Hangar 6                                                                                       | Téléverser                                                                 | 6, rue Edmonton                                                                    | 48.33442 -70.98177 | 12981 |             | ÉFP reconnu  | 24 mai 2007       |        |
| F     | Hanger d'alerte                                                                                | Téléverser                                                                 | 121, rue Windsor                                                                   | 48.3346 -70.97164  | 15801 |             | LHN          | 8 juin 2007       | [ 6 ]  |
| F     | Hangar d'alerte (B121/Quartier générale, hangars 9 à 12)                                       | Téléverser                                                                 | 121, rue Windsor                                                                   | 48.3346 -70.97164  | 13091 |             | ÉFP reconnu  | 22 décembre 2005  | [ 7 ]  |
| M     | Maison d'animation sociale et culturelle                                                       | Téléverser                                                                 | 4014 et 4018, rue de la Fabrique                                                   | 48.40878 -71.25631 | 8724  |             | MH cité      | 12 janvier 1998   |        |
| M     | Maison Françoise-Simard                                                                        | Maison Françoise-Simard                                                    | 1722, chemin Saint-Joseph                                                          | 48.36267 -70.87453 | 16206 | 1850 (vers) | IP cité      | 1991              |        |
| M     | Maison Gertrude-McLeod                                                                         | Maison Gertrude-McLeod                                                     | 679, rue Racine Est                                                                | 48.42972 -71.04778 | 15742 |             | MH cité      | 6 juin 2005       |        |
| M     | Maison Jean-Maurice-Coulombe                                                                   | Maison Jean-Maurice-Coulombe                                               | 4860, route Desmeules                                                              | 48.50986 -71.27611 | 5588  |             | MH cité      | 19 septembre 1988 |        |
| M     | Maison Joseph-Cyprien-Bluteau                                                                  | Téléverser                                                                 | 2205, boulevard de la Grande-Baie Nord                                             | 48.35553 -70.91147 | 9944  |             | MH cité      | 12 mars 1991      |        |
| M     | Maison Petit                                                                                   | Téléverser                                                                 | 1000, boulevard Sainte-Geneviève                                                   | 48.45097 -71.08875 | 6211  |             | MH cité      | 6 janvier 1992    |        |
| P     | Maison Price                                                                                   | Maison Price                                                               | 110–114, rue Price Ouest                                                           | 48.425 -71.07231   | 4315  | 1870        | MH reconnu   | 1982              |        |
| P     | Moulin du Père-Honorat                                                                         | Téléverser                                                                 | 741, rue du Père-Honorat                                                           | 48.30403 -71.10819 | 6921  |             | MH classé    | 24 octobre 1973   | [ 8 ]  |
| M     | Noyau institutionnel d'Arvida                                                                  | Téléverser                                                                 | Rue Sainte-Marie                                                                   | 48.43306 -71.185   | 10280 |             | SP constitué | 23 avril 2001     |        |
| M     | Pont d'aluminium d'Arvida                                                                      | Pont d'aluminium d'Arvida                                                  | Route du Pont                                                                      | 48.44456 -71.21831 | 9002  |             | MH cité      | 7 mars 2005       |        |
| P     | Presbytère de Notre-Dame-de-Laterrière                                                         | Téléverser                                                                 | 6157, rue Notre-Dame                                                               | 48.30864 -71.10722 | 4460  |             | MH classé    | 22 octobre 1969   |        |
| P     | Presbytère du Sacré-Cœur                                                                       | Presbytère du Sacré-Cœur                                                   | 244, rue Bossé                                                                     | 48.42406 -71.07647 | 12997 |             | MH classé    | 29 mars 2001      | [ 5 ]  |
| P     | Pulperie de Chicoutimi                                                                         | Pulperie de Chicoutimi                                                     | Rue Dubuc                                                                          | 48.42064 -71.08322 | 5504  |             | SH classé    | 9 juillet 1984    | [ 9 ]  |
| M     | Secteur de l'église Sainte-Anne                                                                | Secteur de l'église Sainte-Anne                                            | Rue Roussel                                                                        | 48.44028 -71.07681 | 11460 |             | SP constitué | 7 mars 2005       |        |
| M     | Site du patrimoine de la Chapelle-Saint-Cyriac                                                 | Téléverser                                                                 | Rue de la Chapelle                                                                 | 48.33986 -71.37067 | 10294 |             | SP constitué | 1er mai 2006      |        |
| M     | Site du patrimoine de la Côte-de-la-Fabrique-de-Bagotville                                     | Téléverser                                                                 | 410 à 458, boulevard de la Grande-Baie Sud                                         | 48.34 -70.88278    | 8127  |             | SP constitué | 12 mars 1991      |        |
| M     | Site du patrimoine de la Maison-John-Kane                                                      | Site du patrimoine de la Maison-John-Kane                                  | 1051 à 1113, rue Bergeron 2631 à 2813, rue Monseigneur-Dufour 2780 à 2835, rue Roy | 48.31611 -70.86028 | 13859 |             | SP constitué | 12 mars 1991      |        |
| M     | Site du patrimoine de l'Ancien-Collège-Saint-Édouard-de-Port-Alfred                            | Téléverser                                                                 | 1320, 1re Avenue                                                                   | 48.32653 -70.87986 | 9007  |             | SP constitué | 12 mars 1991      |        |
| M     | Site du patrimoine de l'Ancienne-Académie-Saint-Alphonse-de-Bagotville                         | Téléverser                                                                 | 425–427 et 731, boulevard de la Grande-Baie Nord                                   | 48.34083 -70.88444 | 8125  |             | SP constitué | 12 mars 1991      |        |
| M     | Site du patrimoine de la place de l'église Sacré-Cœur                                          | Site du patrimoine de la place de l'église Sacré-Cœur                      | Rue Bossé                                                                          | 48.42392 -71.07578 | 8303  |             | SP constitué | 5 janvier 1992    |        |
| M     | Site du patrimoine de la rue du Séminaire                                                      | Site du patrimoine de la rue du Séminaire                                  | Rue du Séminaire                                                                   | 48.42633 -71.05167 | 5561  |             | SP constitué | 2 octobre 1989    |        |
| M     | Site du patrimoine de la Scierie-Georges-Abel-Tremblay                                         | Téléverser                                                                 | 3200, avenue du Port                                                               | 48.32889 -70.90639 | 13860 |             | SP constitué | 12 mars 1991      |        |
| M     | Site du patrimoine de l'Église-de-Notre-Dame-de-Fatima                                         | Site du patrimoine de l'Église-de-Notre-Dame-de-Fatima                     | Rue Notre-Dame                                                                     | 48.41847 -71.23628 | 13346 |             | SP constitué | 1er mai 2006      |        |
| M     | Site du patrimoine de l'Église-de-Notre-Dame-de-Grâce                                          | Téléverser                                                                 | Chemin Sydenham                                                                    | 48.44306 -71.04164 | 13296 |             | SP constitué | 1er mai 2006      |        |
| M     | Site du patrimoine de l'Église-de-Saint-Antoine                                                | Site du patrimoine de l'Église-de-Saint-Antoine                            | Chemin de la Réserve                                                               | 48.42419 -71.08733 | 13295 |             | SP constitué | 1er mai 2006      |        |
| M     | Site du patrimoine de l'Église-de-Saint-Dominique                                              | Site du patrimoine de l'Église-de-Saint-Dominique                          | Rue Saint-Dominique                                                                | 48.40886 -71.25667 | 13133 |             | SP constitué | 1er mai 2006      |        |
| M     | Site du patrimoine de l'Église-de-Sainte-Claire                                                | Téléverser                                                                 | Rue Saint-Armand                                                                   | 48.44592 -71.09069 | 13340 |             | SP constitué | 1er mai 2006      |        |
| M     | Site du patrimoine de l'Église-de-Saint-Georges                                                | Site du patrimoine de l'Église-de-Saint-Georges                            | Boulevard Harvey                                                                   | 48.41581 -71.26067 | 10295 |             | SP constitué | 1er mai 2006      |        |
| M     | Site du patrimoine de l'Église-de-Saint-Isidore                                                | Téléverser                                                                 | Rue des Ormes                                                                      | 48.4295 -71.02369  | 12449 |             | SP constitué | 1er mai 2006      |        |
| M     | Site du patrimoine de l'Église-de-Saint-Jacques                                                | Téléverser                                                                 | Rue Hocquart                                                                       | 48.42019 -71.17612 | 13334 |             | SP constitué | 1er mai 2006      |        |
| M     | Site du patrimoine de l'Église-de-Saint-Joachim                                                | Site du patrimoine de l'Église-de-Saint-Joachim                            | Rue Jolliet                                                                        | 48.41972 -71.07158 | 14802 |             | SP constitué | 1er mai 2006      |        |
| M     | Site du patrimoine de l'Église-de-Saint-Laurent                                                | Site du patrimoine de l'Église-de-Saint-Laurent                            | Rue Saint-Jacques                                                                  | 48.41803 -71.24734 | 14571 |             | SP constitué | 1er mai 2006      |        |
| M     | Site du patrimoine de l'Église-de-Saint-Luc                                                    | Site du patrimoine de l'Église-de-Saint-Luc                                | Rue du Régent                                                                      | 48.44197 -71.05912 | 10988 |             | SP site      | 2006              |        |
| M     | Site du patrimoine de l'Église-de-Saint-Mathias                                                | Téléverser                                                                 | Rue Lévesque                                                                       | 48.40833 -71.17133 | 11126 |             | SP constitué | 1er mai 2006      |        |
| M     | Site du patrimoine de l'Église-de-Saint-Matthieu                                               | Site du patrimoine de l'Église-de-Saint-Matthieu                           | Rue Ozanne                                                                         | 48.42511 -71.23928 | 14572 |             | SP constitué | 2006              |        |
| M     | Site du patrimoine de l'Église-de-Saint-Nom-de-Jésus                                           | Site du patrimoine de l'Église-de-Saint-Matthieu                           | Rue Ozanne                                                                         | 48.42981 -71.03872 | 13339 |             | SP constitué | 1er mai 2006      |        |
| M     | Site du patrimoine de l'Église-de-Saint-Raphaël                                                | Site du patrimoine de l'Église-de-Saint-Raphaël                            | Rue Saint-Jean-Baptiste                                                            | 48.40928 -71.26447 | 13258 |             | SP constitué | 1er mai 2006      |        |
| M     | Site du patrimoine de l'Église-du-Christ-Roi                                                   | Site du patrimoine de l'Église-du-Christ-Roi                               | Rue Sainte-Anne                                                                    | 48.42528 -71.06742 | 13154 |             | SP constitué | 1er mai 2006      |        |
| M     | Site du patrimoine de l'Église-Notre-Dame-de-La-Baie                                           | Téléverser                                                                 | 2e Rue                                                                             | 48.32514 -70.87572 | 10293 |             | SP constitué | 12 mars 1991      |        |
| M     | Site du patrimoine de l'Église-Saint-Andrew-et-Saint-John                                      | Téléverser                                                                 | Rue du Roi-Georges                                                                 | 48.424 -71.24375   | 13301 |             | SP constitué | 1er mai 2006      |        |
| M     | Site du patrimoine de l'Église-Saint-James-the-Apostle                                         | Téléverser                                                                 | Rue Price                                                                          | 48.42389 -71.24389 | 12003 |             | SP constitué | 1er mai 2006      |        |
| M     | Site du patrimoine des Écorceurs-de-l'Anse-à-Benjamin                                          | Site du patrimoine des Écorceurs-de-l'Anse-à-Benjamin                      | Route de l'Anse-à-Benjamin                                                         | 48.35244 -70.86008 | 9526  |             | SP cité      | 1991              |        |
| M     | Site du patrimoine des Maisons-des-Cadres-de-la-Papeterie-de-Port-Alfred                       | Téléverser                                                                 | 2e Avenue                                                                          | 48.32667 -70.88194 | 9039  |             | SP constitué | 12 mars 1991      |        |
| M     | Site du patrimoine des Maisons-Ouvrières-de-la-Papeterie-de-Port-Alfred                        | Téléverser                                                                 | 4e Rue                                                                             | 48.32942 -70.88475 | 9133  |             | SP constitué | 12 mars 1991      |        |
| M     | Site du patrimoine du Barachois-de-Grande-Baie                                                 | Site du patrimoine du Barachois-de-Grande-Baie                             | 4011 à 4091, boulevard de la Grande-Baie Sud                                       | 48.31861 -70.84639 | 13476 |             | SP constitué | 12 mars 1991      |        |
| M     | Site du patrimoine du Bassin                                                                   | Site du patrimoine du Bassin                                               |                                                                                    | 48.425 -71.07556   | 13476 |             | SP constitué | 19 septembre 2001 |        |
| M     | Site du patrimoine du Manoir-Julien-Édouard-Alfred-Dubuc et du Château-John-Murdoch            | Téléverser                                                                 |                                                                                    | 48.42333 -71.04888 | 9038  |             | SP constitué | 2 octobre 1989    |        |
| M     | Site du patrimoine du monastère des Augustines de la miséricorde de Jésus et du monument Price | Téléverser                                                                 |                                                                                    | 48.42717 -71.04697 | 13078 |             | SP constitué | 7 avril 2008      |        |
| M     | Site du patrimoine du Noyau-Institutionnel-de-Saint-Alexis-de-Grande-Baie                      | Site du patrimoine du Noyau-Institutionnel-de-Saint-Alexis-de-Grande-Baie  | Rue Alexis-Simard                                                                  | 48.31639 -70.85444 | 11979 |             | SP cité      | 1991              |        |
| M     | Site du patrimoine du Noyau-Institutionnel-de-Saint-Alphonse-de-Bagotville                     | Site du patrimoine du Noyau-Institutionnel-de-Saint-Alphonse-de-Bagotville | Rue de la Fabrique                                                                 | 48.34083 -70.88056 | 8128  |             | SP constitué | 12 mars 1991      |        |
| M     | Site du patrimoine du Noyau-Institutionnel-de-Saint-Édouard-de-Port-Alfred                     | Site du patrimoine du Noyau-Institutionnel-de-Saint-Édouard-de-Port-Alfred | Boulevard de la Grande-Baie Sud                                                    | 48.32214 -70.87958 | 9139  |             | SP constitué | 12 mars 1991      |        |
| M     | Site du patrimoine du Noyau-Institutionnel-de-Saint-Marc-de-Bagotville                         | Site du patrimoine du Noyau-Institutionnel-de-Saint-Marc-de-Bagotville     | Rue Sirois                                                                         | 48.33778 -70.89    | 8301  |             | SP constitué | 12 mars 1991      |        |
| M     | Site du patrimoine du Quai-Agésilas-Lepage                                                     | Site du patrimoine du Quai-Agésilas-Lepage                                 | 651, rue du Cap                                                                    | 48.34444 -70.87861 | 13477 |             | SP constitué | 12 mars 1991      |        |
| M     | Site du patrimoine du Quai-de-Grande-Baie                                                      | Site du patrimoine du Quai-de-Grande-Baie                                  | 935, rue Saint-Pascal                                                              | 48.31883 -70.85122 | 13267 |             | SP constitué | 12 mars 1991      |        |
| M     | Site du patrimoine du Vieux-Bagotville (secteur Albert/Bagot)                                  | Téléverser                                                                 | 803 à 915, rue de la Fabrique                                                      | 48.33917 -70.87972 | 8130  |             | SP constitué | 12 mars 1991      |        |
| M     | Site du patrimoine du Vieux-Grande-Baie (secteur Prince-Albert)                                | Site du patrimoine du Vieux-Grande-Baie (secteur Prince-Albert)            | 3271 à 3353, rue du Prince-Albert                                                  | 48.31444 -70.8525  | 13474 |             | SP constitué | 12 mars 1991      |        |
| M     | Site du patrimoine du Vieux-Grande-Baie (secteur Saint-Pascal)                                 | Site du patrimoine du Vieux-Grande-Baie (secteur Saint-Pascal)             | 3471 à 3662, boulevard de la Grande-Baie Sud 1022 à 1053, rue Saint-Pascal         | 48.31722 -70.85083 | 13475 |             | SP constitué | 12 mars 1991      |        |
| P     | Site historique du Poste-de-Traite-de-Chicoutimi                                               | Téléverser                                                                 | Boulevard du Saguenay Ouest                                                        | 48.42889 -71.07556 | 13806 |             | SH classé    | 14 mai 1984       | [ 10 ] |
| P     | Site historique du Sacré-Cœur                                                                  | Site historique du Sacré-Cœur                                              | Rue Bossé                                                                          | 48.42392 -71.07578 | 10803 |             | SH classé    | 29 mars 2001      | [ 11 ] |
| F     | Vieille pulperie de Chicoutimi                                                                 | Vieille pulperie de Chicoutimi                                             | 300, rue Dubuc                                                                     | 48.42064 -71.08322 | 15903 |             | LHN          | 13 juin 1983      | [ 12 ] |